# Sanjō Ōhashi

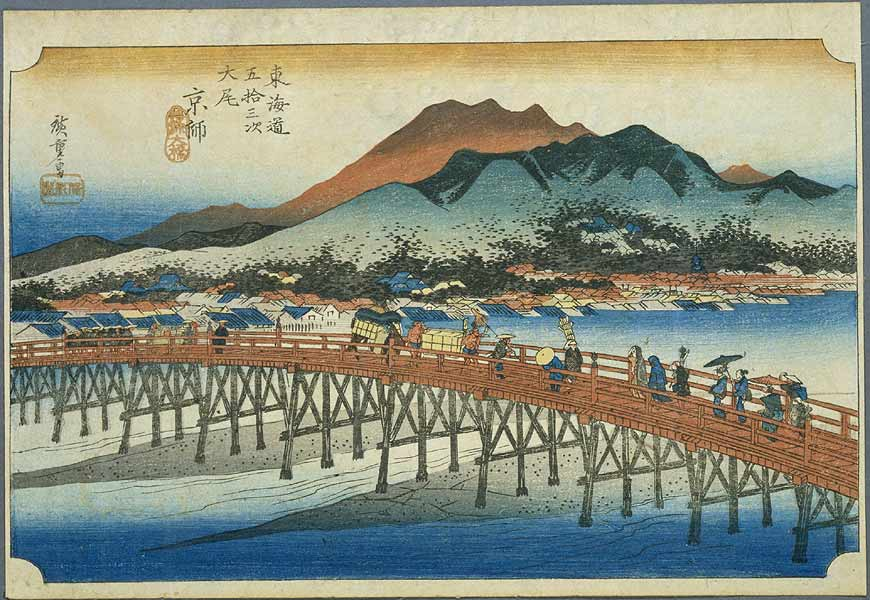
Sanjō Ōhashi i historisk tid

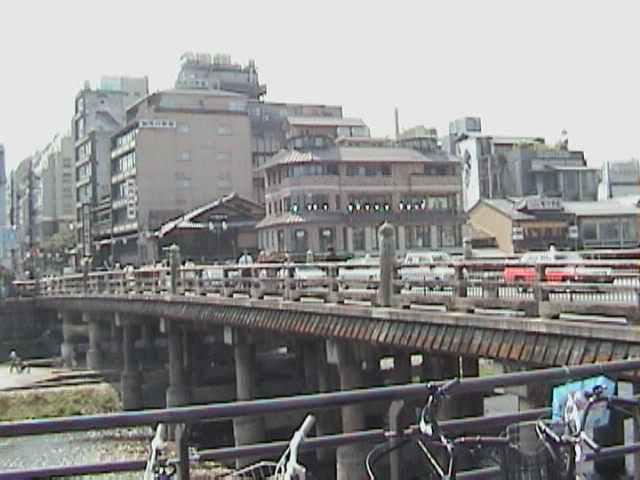
Sanjō Ōhashi idag

Sanjō Ōhashi (japanska  (三条大橋?), Tredje bron) är en bro i Japan.s gamla huvudstad Kyoto. 

## Geografi
Sanjō Ōhashi ligger i stadsdelen  Higashiyama-ku i Kyotos östra del där Sanjō-dōri ("Tredje gatan") korsar Kamogawa (Kamofloden).
Nära bron finns även en staty över de litterära figurerna Yajirobei och Kitahachi ("Yaji och Kita").
Idag är bron en del i Kokudō Ichi-gō (Riksväg 1) som sträcker sig mellan Osaka och Tokyo (1 ).

## Historia
Det finns inte dokumenterat när bron byggdes men 1590 noterade Kampakun Toyotomi Hideyoshi att bron var i behov av reparation. Bron var utgångspunkt för Gokaido (de 5 dåtida stora riksvägarna). Den nuvarande bron som har två körfiler och två gångvägar byggdes 1950.
Duon "Yaji och Kita" är huvudpersonerna i författaren Jippensha Ikku komiska berättelser Tōkaidōchū Hizakurige (engelska "Shank's Mare") som publicerades åren 1802 till 1822. Berättelsen blev även till film 2005 (2).